# Reine Claude Sanguine de Wismes
Reine Claude Sanguine de Wismes es una variedad cultivar de ciruelo (Prunus salicina), de las denominadas ciruelas japonesas,
una variedad de ciruela obtenida de uncruce de 'Reina Claudia Verde' (Prunus domestica) x polen de Prunus salicina en Wismes (Haut Pays d'Artois), Bélgica.
Las frutas tienen un tamaño medio, color de piel rojo de sangre a rosa púrpura, punteado muy abundante, pequeño, con aureola muy marcada, rosa ciclamen, carmín o morado, siempre más claro que el resto del fruto, y pulpa de color rojo sanguino, con una textura medio firme, y un sabor muy dulce, estupendo si se le quita la piel.

## Sinonimia
- "Sanguine de Wismes",
- "Sanguine de Wismes Gage".[3][4]

## Historia
El área de origen de los ciruelos "Reina Claudia" sería seguramente Siria?, y se obtuvo en Francia tras el descubrimiento de un ciruelo importado de Asia que producía ciruelas de color verde. Este ciruelo fue traído a la corte de Francisco I por el embajador del reino de Francia ante la "Sublime Puerta", en nombre de Solimán el Magnífico.
El nombre de Reina Claudia es en honor de Claudia de Francia (1499–1524), duquesa de Bretaña, futura reina consorte de Francisco I de Francia (1494–1547). En Francia le decían la bonne reine.
'Reine Claude Sanguine de Wismes' es una variedad belga, obtenida en 
Wismes (Haut Pays d'Artois), como un híbrido inusual cruce entre la especie europea (Prunus domestica) y la especie japonesa (Prunus salicina). En la mayoría de los aspectos se parece al padre japonés, particularmente con su pulpa roja que es típica de las ciruelas japonesas y no se encuentra en las ciruelas europeas.
'Reine Claude Sanguine de Wismes' está cultivada en el banco de germoplasma de cultivos vivos de «Le Centre Wallon de Recherches Agronomiques» (Gembloux). Está considerada incluida como una variedad local, cuyo cultivo se centraba en comarcas muy definidas, que se caracterizan por su buena adaptación a sus ecosistemas, y podrían tener interés genético en virtud de su características organolepticas y resistencia a enfermedades, con vista a mejorar a otras variedades.

## Características
'Reine Claude Sanguine de Wismes' árbol con una copa abierta y ancha y un tronco grueso con corteza áspera, que produce antes y mejor que la RC Verte, que da frutos abundantes. Requiere suelo ligero y una posición soleada. Las mejores frutas vienen cuando hay un comienzo de verano húmedo y un clima cálido y seco en el período de maduración. Si el clima es al revés, gran parte de la cosecha se pierde por culpa de la monilinia (Podredumbre parda). Tiene un tiempo de floración temprana muy sensible a las heladas nocturnas.
'Reine Claude Sanguine de Wismes' tiene una talla de tamaño mediano (mucho más grande y de color más hermoso que la 'Reina Claudia Verde'), de forma de corazón, disimétrica, con la sutura de color violeta, poco perceptible en frutos muy coloreados, superficial, excepto en la zona pistilar, muy recubierta de pruina; epidermis tiene una piel muy fuerte, ácida, se desprende con facilidad, con pruina violácea, repartida desigualmente, color de la piel rojo de sangre a rosa púrpura, punteado muy abundante, pequeño, con aureola muy marcada, rosa ciclamen, carmín o morado, siempre más claro que el resto del fruto; Pedúnculo de longitud media, fino, a veces su parte superior curvada en un ángulo de 90°, ubicado en una cavidad del pedúnculo mediana o estrecha, poco profunda, muy poco rebajada, solo en el lado de la sutura;pulpa de color rojo sanguino, con una textura medio firme, y un sabor muy dulce, estupendo si se le quita la piel.
Hueso semi libre, se desprende con facilidad quedando hebras fibrosas en la zona ventral, con tamaño mediano, redondeado, y la superficie rugosa.
Su tiempo de recogida de cosecha se inicia en su maduración a finales de julio y principios de agosto.

## Usos
La ciruela 'Reine Claude Sanguine de Wismes' se comen crudas de fruta fresca en mesa.

## Cultivo
Autofértil, es una muy buena variedad polinizadora de todos los demás ciruelos de Reina Claudia.

## Enfermedades y plagas
Plagas específicas:
Pulgones, Cochinilla parda, aves Camachuelos, Orugas, Araña roja de árboles frutales, Polillas minadoras de hojas, Pulgón enrollador de hojas de ciruelo.
Enfermedades específicas:
Podredumbre parda de las ciruelas.